# Qarabağlar
Qarabağlar, Karabachłar – gmina (azer. bələdiyyə) i wieś (azer. kənd) w zachodnim Azerbejdżanie, w Nachiczewańskiej Republice Autonomicznej, w rejonie Kəngərli. Siedziba wiejskiego okręgu terytorialnego (azer. kənd ərazi dairəsi) o tej samej nazwie, a zarazem jedyna miejscowość wchodząca w jego skład. Leży około 7 km na północny wschód od stolicy rejonu – Qıvraqu, u podnóża pasma górskiego Dərələyəz.
W 2005 roku liczba mieszkańców wsi wynosiła 5902. W tym samym czasie większość mieszkańców w wieku produkcyjnym trudniła się uprawą zbóż i tytoniu, a także hodowlą zwierząt.
Wiejski okręg terytorialny Qarabağlar został utworzony w 1923 roku. Do 2004 roku był położony w rejonie Şərur. 19 marca 2004 roku okręg ten odłączono z rejonu Şərur i przyłączono do nowo utworzonego rejonu Kəngərli. W klasyfikacji Państwowego Komitetu ds. Statystyki Republiki Azerbejdżanu (azer. Azərbaycan Respublikası Dövlət Statistika Komitəsi) gminie nadano unikalny kod 10807007, a wsi 10807018.
We wsi znajduje się mauzoleum poświęcone Qutuy Xatun, jednej z żon chana Hülakü, założyciela dynastii Ilchanidów (azer. Qarabağlar türbəsi), a także szkoła średnia, biblioteka oraz szpital.